# Gweru
Gweru je peti po veličini grad Zimbabvea. Glavni je grad pokrajine Midlands. Leži na 1410 mnm, blizu zemljopisnog središta države, na prometnici Bulawayo-Harare. Do 1982. zvao se Gwelo.
Osnovan je 1894. kao poštanska postaja na putu između Bulawaya i tadašnjeg Salisburyja. Osnivač je britanski političar Leander Starr Jameson. Željeznica je stigla 1902. Status grada Gweru ima od 1971.
Vodeći gradski poslodavci su postrojenje za taljenje kroma, tvornica cipela tvrtke Bata (sagrađena još 1939.) i tvornica kvasca (osnovana 1952.). Gweru se također nalazi u jednom od najboljih zimbabveanskih područja za uzgoj stoke, što je pogodovalo razvoju industrije mesa (posebice govedine) i mliječnih proizvoda. Tvrtka Afdis, najveći zimbabveanski proizvođač alkoholnih pića, ima velike vinograde u okolici grada. Značajno je i rudarstvo, posebice eksploatacija kroma iz bogatih naslaga duž područja Great Dyke ("Veliki nasip"), istočno od grada.
U Gweruu se nalazi Midlands State University, jedno od vodećih regionalnih sveučilišta. Tu je i zrakoplovna vojna baza Thornhill.
Gweru je 2002. imao 140.806 stanovnika. Većinu stanovništva čine pripadnici naroda Shona.

## Vanjske poveznice
- Midlands State University (engl.)

### Ostali projekti
|  | Zajednički poslužitelj ima još gradiva o temi Gweru |